# Macari Monjo
Macari Monjo (Macarius Monachus, Μακάδριος) fou un monjo romà que va escriure Liber adversus Mathematicos, llibre esmentat per Rufí com Opuscula adversus Fatum et Matliesin, i que no es conserva.
Va viure al final del segle iv i fou íntim amic de Rufí que li va dedicar les seves obres Apologia pro Origene i  Περὶ ἀρχῶν.